# Gaffelantilop
Gaffelantilop eller gaffelbock (Antilocapra americana) är ett i Nordamerika förekommande partåigt hovdjur. Djuret är den enda nu levande arten i familjen gaffelantiloper (Antilocapridae). Gaffelantilopen är det snabbaste landdjuret i Nordamerika.

## Kännetecken
Djurets horn består av benkvicke, beklädd med hornslida och den återfinns hos båda kön. Men dessa hornslidor inneslutar ett ovanligt mycket större antal hår än vad som är fallet hos slidhornsdjur. Denna hylsa fälls gång på gång under djurets liv. Gaffelantilopen är rostfärgad. Men på sidorna, på buken och kring svansen samt vid några ställen på huvudet och halsen är den vit. Hornen är svarta. Den fullvuxne hannen är upp till 150 centimeter lång och den genomsnittliga längden för båda kön är 145 centimeter. Över bogarna är den 80 och över landen 96 centimeter hög. Honan är märkbart mindre än hannen. Men med undantag av att hornen är mindre eller stundom saknas är den lika hannen.
Tandformeln är I 0/3 C 0/1 P 3/3 M 3/3, framtänder och hörntänder finns alltså bara i undre käken.

## Utbredning och habitat
Gaffelantilopens utbredningsområde ligger mellan Saskatchewan och mellersta Mexiko, Missouri och Stilla havet. Den uppehåller sig i huvudsak på slätterna och undviker skogar och bergstrakter. Ändå hittade man individer i regioner 3 300 meter över havet.
År 1959 infördes arten på Hawaii men den hade svårt att etablera sig och beståndet där är nästan utdött.

## Levnadssätt
Den uppträder i flockar eller hjordar av hundratals djur. Gaffelantilopernas föda utgörs huvudsakligen av det korta, saftiga präriegräset, men även av andra växter.  Under vintern lider djuren ofta stor nöd, när djup snö täcker marken, och då omkommer inte sällan många individer. De älskar saltvatten eller rent salt och väljer ofta till vistelseort ställen, där sådant står dem till buds. Djurets hastighet uppgår till cirka 65 km/h över sträckor av omkring 5 kilometer längd (maximum vid sprint 98 km/h).
Parningstiden infaller i september och mellan bockarna utkämpas strider. I maj eller juni föder honan vanligen två enfärgade ungar som växer ganska fort.
Gaffelantilopens naturliga fiender utgörs främst av vargen och prärievargen. På grund av den höga hastigheten som vuxna gaffelantiloper uppnår jagar den förstnämnda vanligen bara ungdjur, gamla och sjuka individer. Gaffelantilopen försvarar sig genom att slå med sina bakre hovar mot angriparen, detta beteende hjälper främst mot prärievargen. Andra naturliga fiender är rödlo, puma och kungsörn.

## Systematik

### Yttre systematik och utvecklingshistoria
Arten systematiska position var länge oklar. Trots att den tidig klassificerades som en självständig familj fanns fram till 1980-talet många zoologer som räknade gaffelantilopen som underfamilj till slidhornsdjuren. Efter undersökningar av djurets DNA blev det känt att arten utgör systergruppen till hjortdjuren.
Utdöda medlemmar av familjen Antilocapridae hade tidigare en större utbredning i Nordamerika. Det äldsta kända släktet, Paracosoryx, levde under miocen och hade långa gaffelhorn. Senare uppkom Ramoceros, med horn i form av små skyfflar, samt Meryceros, Cosoryx och Osbornoceros som var ganska lika dagens gaffelantilop. Under pliocen levde Plioceros som hade en kort hals och breda men korta horn. Den nu levande arten uppkom under pleistocen och samtidig levde några mera kompakta släktingar som Tetrameryx och Capromeryx.

### Inre systematik
För gaffelantilopen skiljs mellan fyra och sex underarter:
- Antilocapra americana americana förekommer i prärien i USA och Kanada.
- Antilocapra americana mexicana lever i halvöknar i sydvästra USA och angränsande regioner av Mexiko.
- Antilocapra americana oregona räknas ibland till A. a. americana.
- Antilocapra americana peninsularis finns på Baja California.
- Antilocapra americana sonoriensis förekommer i södra Arizona och norra Mexiko.

Ytterligare en underart, Antilocapra americana anteflexa, anses vanligen som likadant med Antilocapra americana americana.

### Etymologi
Det vetenskapliga släktnamnet är sammansatt av det grekiska ordet antholops (kreatur med eleganta horn) och det latinska ordet capra (get av honkön). Artepitet syftar på Amerika.

## Gaffelantilopen och människor

### Betydelsen för Nordamerikas ursprungsbefolkning
Indianerna jagade djuret främst för köttets skull med de använde även huden för skjortor och de vita delar till handskar. Gaffelantilopen spelade en betydande roll i ursprungsbefolkningens vardag då den var ett av de vanligaste jaktbyten, omkring år 1800 fanns ungefär 40 miljoner individer fördelade över prärien. Hos de västliga shoshonerna fanns till exempel en ritual där deltagarna under ledningen av gruppens schaman spelade gaffelantilopjakt. Liksom jakten på bisonoxen hade jakten på gaffelantilopen religiösa dimensioner.
Den vanligaste jaktmetoden hos de västliga shoshonerna var ett jaktlag som med hjälp av eld drev flocken mot ett annat jaktlag eller mot ett hinder, till exempel en flod eller en hage som byggdes innan. De nordliga shoshonerna skapade däremot ett kamouflage av gaffelantilopskin och smyglade sig fram till flocken. Till och med när indianerna fick hästar var gaffelantilopjakten en utmaning på grund av gaffelantilopens högre hastighet jämförd med hästens hastighet.
Trots indianernas jakt var gaffelantilopen inte hotad i beståndet.

### Nyare tider, hot och skyddsåtgärder
För Nordamerikas nybyggare var gaffelantilopen länge okänd. Arten upptäcktes och beskrevs först i samband med Lewis och Clarks expedition (1804–1806). Vid denna tid var Nordamerikas gräsmarker befolkade med särskild många bisonoxar och gaffelantiloper.
När de vita män spred sig över prärien hade gaffelantilopen ett liknande öde som bisonoxen. I början dödas de för köttets och pälsens skull men senare blev jakten endast ett nöje där bara hornen togs med som trofé. Efter järnvägens uppkomst sköts tusentals gaffelantiloper direkt från tåget och kadavren blev kvar på bägge sidor av järnvägslinjen. Därför minskade populationen fram till 1920-talet till omkring 13 000 individer. Efteråt inrättades skyddsåtgärder och beståndet återhämtade sig. Numera uppskattas beståndet med 500 000 till 1 miljon individer och hela arten klassas åter som livskraftig.
För tre underarter i sydvästra delen av utbredningsområdet är situationen fortfarande allvarlig. Underarterna är A. a. sonoriensis i Arizona, A. a. peninsularis på Baja California och A. a. mexicana i övriga delar av Mexiko. A. a. sonoriensis skyddas sedan 1967 enligt U.S. Endangered Species Act och 1998 påbörjade United States Fish and Wildlife Service ett program som ska återinföra underarten i andra delar av det ursprungliga levnadsområde. De mexikanska underarterna listas av CITES i appendix I. För alla delstater i västra USA gäller ett förbud att skjuta gaffelantilopen eller att fånga den i fällor.